# Lago Harrison
O Lago Harrison é o maior lago ao sul das Montanhas Costeiras do Canadá, tendo cerca de 250 km2 de área.  Tem cerca de 60 km de comprimento e nas suas áreas mais amplas quase 9 km de largura. 

## Descrição
No seu extremo sul, na comunidade do resort de Harrison Hot Springs, tem cerca de 95 km, desde o leste do centro de Vancouver.  
O lago é o último de uma série de grandes lagos com orientação geográfica no sentido norte-sul localizados em vales glaciares tributários do rio Fraser, ao longo da margem leste e norte de Vancouver.  
A outra série de lagos localizam-se a oeste são drenados pelo rio Chehalis, pelo rio Stave, pelo rio Alouette, pelo rio Pitt e pelo rio Coquitlam.
No extremo norte do lago existe uma comunidade nativa, a Nação In-Shuck-ch, de Port Douglas, na Columbia Britânica, cujo nome é conhecido na linguagem St'at'imcets como Xa'xtsa (ha-htsa). Existem várias nascentes de água quente ao longo das margens do lago ou perto dele, incluindo em Port Douglas. 